# Zell unter Aichelberg

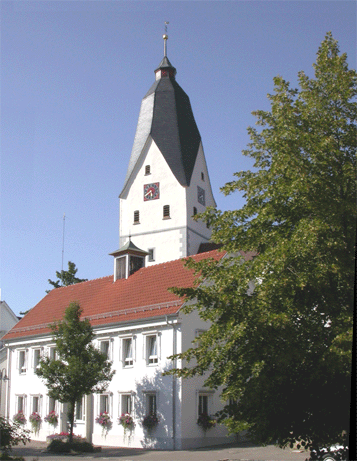
Rathaus und Martinskirche in Zell u. A.

Zell unter Aichelberg (kurz: Zell u. A.) ist eine Gemeinde in Baden-Württemberg am Fuße der Schwäbischen Alb. Sie gehört zur Region Stuttgart (bis 1992 Region Mittlerer Neckar) und zur Randzone der europäischen Metropolregion Stuttgart.

## Geographie

### Geographische Lage
Zwischen Stuttgart und Ulm, am westlichen Rand des Landkreises Göppingen, liegt die Gemeinde Zell unter Aichelberg in unmittelbarer Nähe zur Schwäbischen Alb umgeben von den noch zahlreich vorhandenen Streuobstwiesen.

### Nachbargemeinden
Die Nachbargemeinden sind: Hattenhofen, Göppingen-Bezgenriet, Bad Boll, Aichelberg, (1-4 Kreis Göppingen) Ohmden und Holzmaden (5+6 Kreis Esslingen).

### Geologie
Zell liegt, wie seine Nachbargemeinden, auf einer aus Posidonienschiefer bestehenden Schicht, die erdgeschichtlich dem Schwarzjura (Lias) zugeordnet wird. Der Teilort Pliensbach ist namensgebend für eine Unterschicht des Lias, das sog. Pliensbachium. Fossilienfunde aus dem Schwarzjura können im Urweltmuseum in Holzmaden besichtigt werden. Die Gemeinde ist Teil des 1979 gebildeten Grabungsschutzgebiet Versteinerungen Holzmaden.
Nördlich des Teilorts Pliensbach fließt der namensgebende Pliensbach, der sich mit dem Butzbach vereint. Obwohl der Pliensbach der größere der beiden Bäche ist, wird entgegen der Konvention, der weitere Bach Butzbach genannt. Dieser fließt bei Uhingen in die Fils. Weitere, kleinere Fließgewässer, sind der Giesbach und der Zeller Bach.

### Gemeindegliederung
Die Gemeinde besteht aus dem Dorf Zell unter Aichelberg, dem Weiler Pliensbach und dem Gehöft Erlenwasen.

### Flächenaufteilung
Nach Daten des Statistischen Landesamtes, Stand 2014.

## Geschichte

### Mittelalter
Eine urkundliche Erwähnung des Ortes 1108 als Castellum Cella ist umstritten. Andere Quellen nennen als Ersterwähnung den Eintrag des Ortes Cella bei Kirchheim in einem Schenkungsbuch aus dem Jahre 1140 des Klosters Reichenbach im Schwarzwald. Durch den Verkauf des Besitzes der Grafen von Aichelberg gelangt Zell 1334 an die Grafschaft Württemberg unter Graf Ulrich III.
Pliensbach wurde 1452 württembergisch. 1466 gelangte Zell mit Göppingen vorübergehend in den Besitz der Herzöge von Bayern, jedoch schon 1475 wieder an Württemberg. 
Im Laufe des 15. Jahrhunderts entstand der Zeller Stab, eine Verwaltungsgemeinschaft mit niederer Gerichtsbarkeit der Orte Zell, Pliensbach, Aichelberg und Eckwälden.

### Neuzeit
Im September 1519 kam es zu Auseinandersetzungen zwischen Herzog Ulrich und dem Schwäbischen Bund, in dessen Verlauf der Ort schwer in Mitleidenschaft gezogen wurde. Truppen des Schwäbischen Bundes verwüsteten in Zell 57 und in Pliensbach 14 Gebäude. Drei Bürger in Zell wurden erstochen.
Im Jahre 1628 erreichte die Pest den Zeller Stab, was zu 200 Toten in Zell, Pliensbach, Aichelberg und Eckwälden führte. 
Bei der Umsetzung der neuen Verwaltungsgliederung im 1806 gegründeten Königreich Württemberg wurde Zell 1810 dem Oberamt Kirchheim zugeteilt. Im Juli 1878 erfolgte die Abtrennung von Aichelberg. Am 1. April 1933, in der Anfangsphase der NS-Zeit in Württemberg, wurde Eckwälden abgetrennt und mit der Gemeinde Boll vereinigt. 1938 fiel Zell an den Landkreis Göppingen. 1945 bis 1952 gehörte die Gemeinde zum Nachkriegsland Württemberg-Baden, das 1945 in der Amerikanischen Besatzungszone gegründet worden war, ab 1952 zum neuen Bundesland Baden-Württemberg.
2008 feierte Zell das 900-jährige Bestehen.

### Religionen

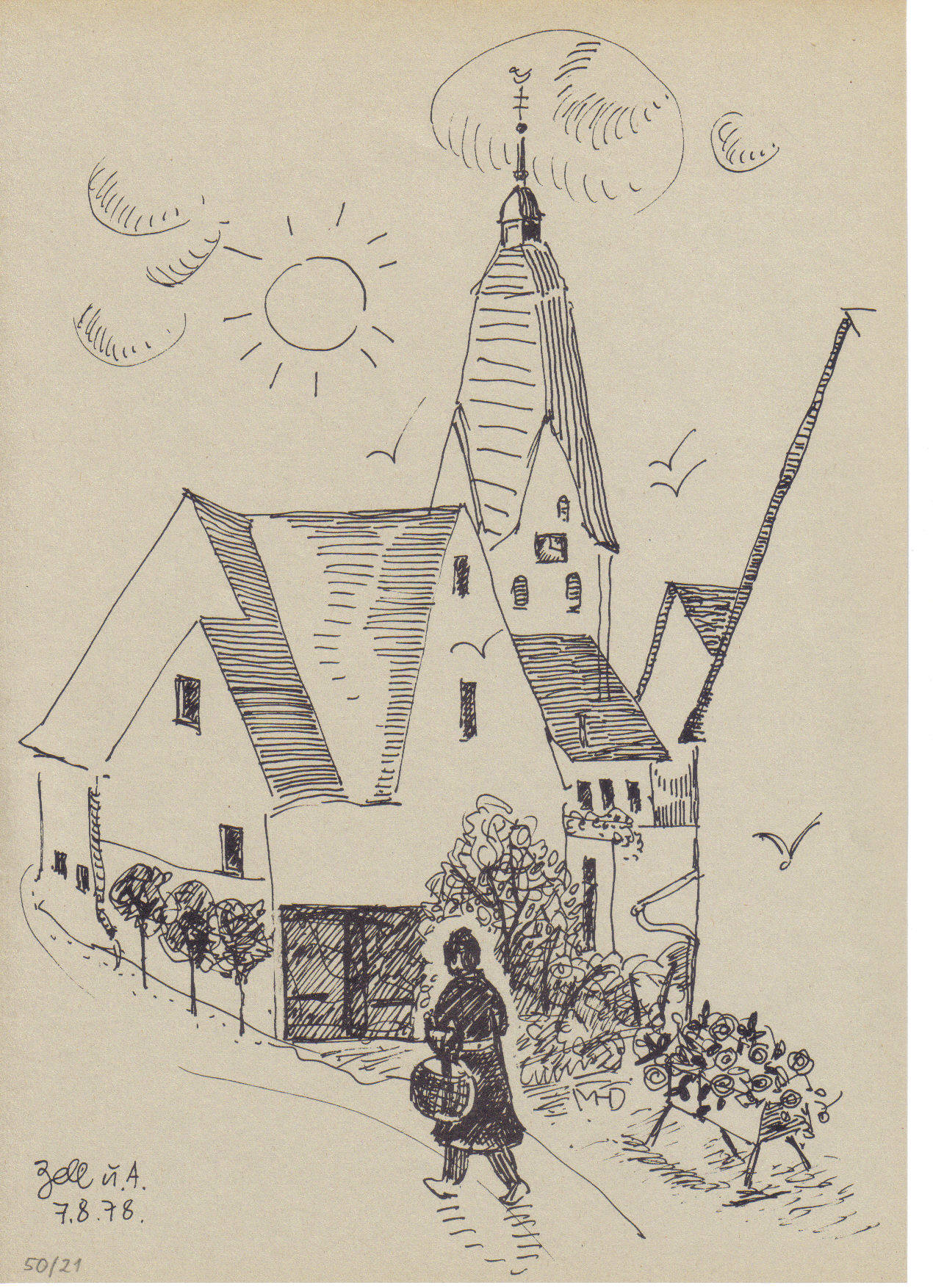
Martinskirche, Zeichnung von Margret Hofheinz-Döring, 1977

Rund zwei Drittel der Bevölkerung von Zell sind evangelisch, rund ein Drittel ist katholisch.
Die Evangelische Kirchengemeinde Zell-Aichelberg umfasst Zell unter Aichelberg und Aichelberg und gehört seit 1. Januar 1976 zum Kirchenbezirk Göppingen, davor zum Kirchenbezirk Kirchheim unter Teck.
Die Katholiken gehören zur Kirchengemeinde St. Franziskus in Weilheim an der Teck und somit zu einer Seelsorgeeinheit des Dekanats Esslingen-Nürtingen.

### Einwohnerentwicklung
Quelle: Statistisches Landesamt Baden-Württemberg für die Daten ab 1970
| Datum              | Einwohner |
| ------------------ | --------- |
| 1837               | 0721      |
| 1907               | 0970      |
| 17. Mai 1939       | 0661      |
| 13. September 1950 | 1007      |
| 27. Mai 1970       | 1434      |
| 31. Dezember 1983  | 2176      |
| 25. Mai 1987       | 2363      |
| 31. Dezember 1991  | 2577      |
| 31. Dezember 1995  | 2865      |
| 31. Dezember 2005  | 2973      |
| 31. Dezember 2010  | 3028      |
| 31. Dezember 2015  | 3087      |
| 31. Dezember 2020  | 3162      |

## Politik

### Gemeinderat
Der Gemeinderat in Zell besteht aus den 12 gewählten ehrenamtlichen Gemeinderäten und dem Bürgermeister als Vorsitzendem. Der Bürgermeister ist im Gemeinderat stimmberechtigt. Die Wahlbeteiligung bei der Kommunalwahl am 9. Juni 2024 lag bei 74,23 % (2019: 73,98 %) und ergab folgende Sitzverteilung:
| Bürgerforum Zell u. A./Pliensbach       | 22,01 % | 3 Sitze | 2019: 24,24 %, 3 Sitze |
| Freie Wählervereinigung Zell/Pliensbach | 21,37 % | 2 Sitze | 2019: 22,90 %, 3 Sitze |
| Fortschrittliche Wählergemeinschaft     | 21,72 % | 3 Sitze | 2019: 22,43 %, 2 Sitze |
| CDU                                     | 19,36 % | 2 Sitze | 2019: 15,32 %, 2 Sitze |
| Unabhängige Liste Zell u. A./Pliensbach | 15,54 % | 2 Sitze | 2019: 15,11 %, 2 Sitze |

### Bürgermeister
- 1938–1945: C. E. Hoyler
- 1945–1948: diverse Amtsverweser
- 1948–1955: P. H. Flechtner
- 1955–1987: Gerhard Schwegler
- 1987–2019 Werner Link
- seit 2019: Christopher Flik

### Wappen
Die Blasonierung des Gemeindewappens von Zell unter Aichelberg lautet: Unter goldenem, mit einer liegenden schwarzen Hirschstange belegten Schildhaupt in Rot ein gepanzerter goldener Linkarm.
Aus dem frühen 19. Jahrhundert stammt ein Schultheißenamtssiegel, das ohne Schild den Buchstaben Z über zwei schräggekreuzten Laubzweigen enthält. Das Z ist noch im Jahre 1930 in einem Dienstsiegel verwendet worden. Im Jahre 1931 wurde das heutige Wappen in das Dienstsiegel aufgenommen. Der Linksarm, bei dem das Schwert zur Vereinfachung weggelassen wurde, steht für den Ortsadel, den Herren von Zell. Die Hirschstange steht für die württembergische Zugehörigkeit des Ortes seit dem 14. Jahrhundert. Da von dem Ortsadelswappen keine Farben überliefert sind, wurden sie im Jahre 1949 frei gewählt. Wappen und Flagge wurden am 19. Februar 1959 durch das Innenministerium verliehen. Die Flaggenfarben des Ortes sind Gelb-Rot.

### Gemeindepartnerschaften
Seit 1997 besteht eine Partnerschaft mit der Gemeinde Friedersdorf aus Sachsen-Anhalt.

## Wirtschaft und Infrastruktur
Alle öffentlichen Einrichtungen wie Kindergarten, Gemeindehalle, das Feuerwehrhaus, die Grund- und Hauptschule und der Friedhof liegen zentral in der Ortsmitte.

### Verkehr
An das überörtliche Straßennetz ist die Gemeinde durch die Landesstraße 1214/1215 und die Kreisstraße 1421 angeschlossen. Der Autobahnanschluss Aichelberg an der Bundesautobahn 8 liegt nur 3 km von dem Ortszentrum entfernt.
Der Schwäbische-Alb-Radweg führt als Fernradweg an Zell unter Aichelberg vorbei; er führt vom Bodensee nach Donauwörth. Auf derselben Strecke führt auch der Württemberger Tälerradweg durch die Gemeinde; insgesamt führt er von Crailsheim nach Ulm und weiter über Göppingen nach Schwäbisch Gmünd. Diese Wege verbinden Zell mit Bad Boll und in der anderen Richtung an Aichelberg vorbei mit Holzmaden.
Zell ist Mitglied der AGFK (Arbeitsgemeinschaft Fahrrad- und Fußverkehrsfreundlicher Kommunen) in Baden-Württemberg.

### Ansässige Unternehmen
Die von Margarete Ostheimer gegründete Holzspielzeugfabrik Margarete Ostheimer GmbH stellt handgefertigte Holzfiguren und -tiere her, die weltweit verkauft werden.
Die Velly Friseurbetriebe GmbH, ein vorwiegend im Süden Deutschlands tätiges Friseur-Franchiseunternehmen, hat ihren Sitz in Zell.

## Kultur und Sehenswürdigkeiten

### Sehenswertes

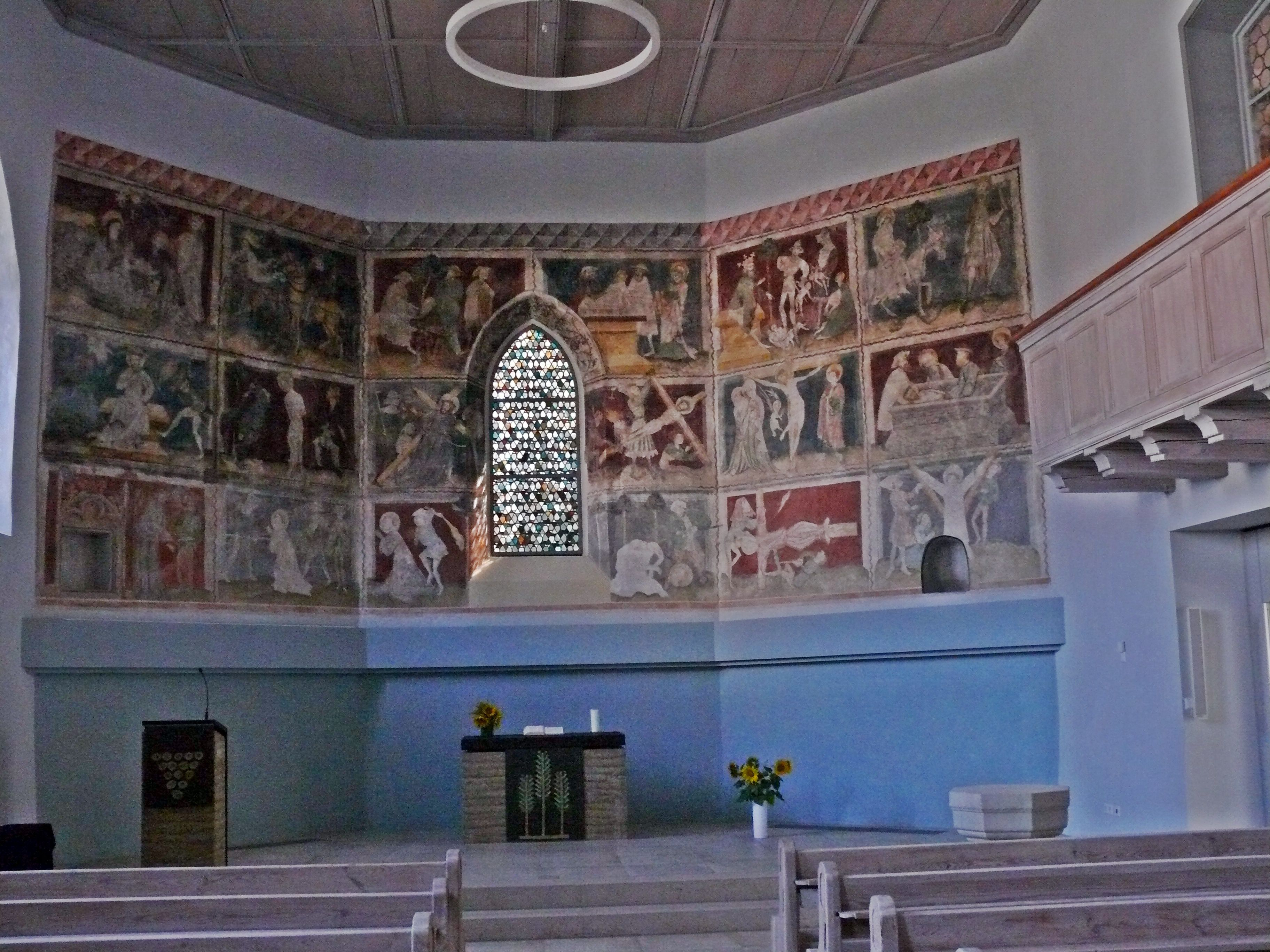
Chor der Martinskirche mit Wandmalereien

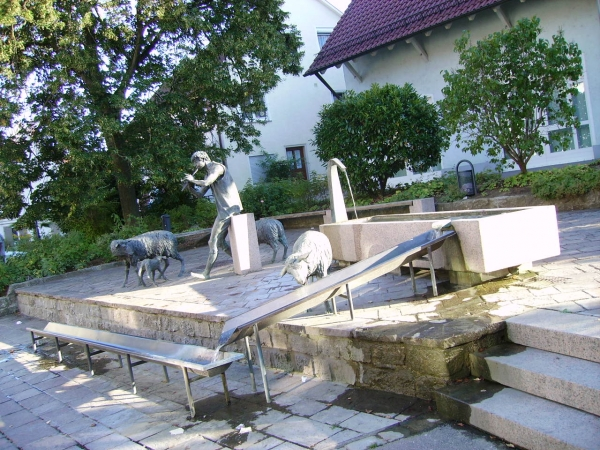
Schäferbrunnen

- In der Ortsmitte befindet sich die evangelische Martinskirche,[6] deren Namensgeber Martin von Tours ist. Die heutige Kirche stammt in ihren wesentlichen Teilen aus dem Jahre 1386. Nach einem Blitzeinschlag im Jahre 1667 erhielt die Martinskirche ihren charakteristische Turmhelm. Im Inneren wurden 1907 Wandmalereien an der Nordwand und im Chor entdeckt. Sie stammen aus der ersten Hälfte des 15. Jahrhunderts. Themen der in drei Reihen angelegten, durch Wellenbänder getrennten Bilder sind:
  - Weltgericht (Nordwand, links und rechts vom mittleren Fenster)
  - Veronika mit dem Schweißtuch (Nordwand, links unten)
  - Kindheitsgeschichte Jesu (obere Reihe, beginnend an der Nordwand mit der Verkündigung Mariae, fortsetzend an den Chorwänden, dort endend mit der Flucht nach Ägypten)
  - Passion (mittlere Reihe der Chorwände, beginnend mit der Ölbergszene, endend mit der Grablegung)
  - Apostelmartyrium (untere Reihe, beginnend an der Nordwand mit Johannes im siedenden Öl, endend mit Andreas am Gabelkreuz an der Chorwand rechts)
  - Das farbige Chorfenster inmitten der Fresken wurde 1963 von Wolf-Dieter Kohler bewusst ungegenständlich gestaltet.
- Durch zahlreiche Anstrengungen der Kommune und der Bevölkerung konnte die Gemeinde beim Landeswettbewerb Unser Dorf soll schöner werden im Jahr 1994 den 1. Platz auf Bezirksebene erzielen. Ein Jahr später erhielt die Gemeinde die Goldmedaille auf Landesebene. Mit ausschlaggebend für diese Erfolge war sicherlich die Ortskernsanierung, bei der das Erscheinungsbild der Kommune liebevoll gestaltet wurde.
- Ein daraus entstandenes Wahrzeichen neueren Datums ist der Schäferbrunnen, der sich in der Ortsmitte gegenüber dem Rathaus befindet.
- Im Rathaus befindet sich eine Dauerausstellung von Bildern der Malerin Margret Hofheinz-Döring, die 1974 bis 1993 in Zell wohnte. Ihr ist ein Gedenkraum im Dachgeschoss gewidmet.

### Mostbirnenlehrpfad
Südwestlich der Gemeinde befindet sich parallel zur Landstraße L1214 der Mostbirnenlehrpfad. Der ca. 500 m lange Pfad wurde in den Jahren 1998 bis 2003 errichtet und zeigt verschiedene Mostbirnensorten.

### Sport
Der TSG Zell – gegründet 1949 – ist der größte Verein mit rund 600 Mitgliedern und umfasst die Abteilungen Gesang, Turnen, Faustball, Schach und Fußball.
Der Tischtennisverein Zell unter Aichelberg e. V. (TTV Zell) ist ein seit seiner Gründung im Jahre 1976 eigenständiger Tischtennisverein mit heute rund 180 Mitgliedern.

### Regelmäßige Veranstaltungen
Zu den bedeutendsten Festen zählt das im Ortsteil Pliensbach stattfindende Fischerfest am Vatertag und das im Juli stattfindende Brunnenfest sowie das alljährlich im November stattfindende Remember our Youth Festival, ein Indoor-Rockfestival mit regelmäßig über 600 Besuchern sowie Auftritten von internationalen Bands und Künstlern.

## Persönlichkeiten

### Söhne und Töchter der Gemeinde
- 15. Jahrhundert, Leonhard Dürr, † 1538 in Roggenburg; Abt im Kloster Adelberg.
- 1759, 9. Februar, Friedrich Benjamin Osiander, † 25. März 1822 in Göttingen; Arzt, Pionier auf dem Gebiet der operativen Geburtshilfe.

### Persönlichkeiten, die vor Ort gewirkt haben
- Margret Hofheinz-Döring (1910–1994), Malerin und Künstlerin, lebte von 1974 bis 1993 in Zell unter Aichelberg. 1990 wurde sie durch Pflanzung einer Linde geehrt.
- Johann Rudolf Osiander (1717–1801), evangelischer Theologe, war von 1748 bis 1761 Pfarrer in Zell unter Aichelberg.
- Christian Ludwig Neuffer (1769–1839), Dichter und Theologe, war von 1808 bis 1819 Pfarrer in Zell unter Aichelberg.